# Raketové dělostřelectvo

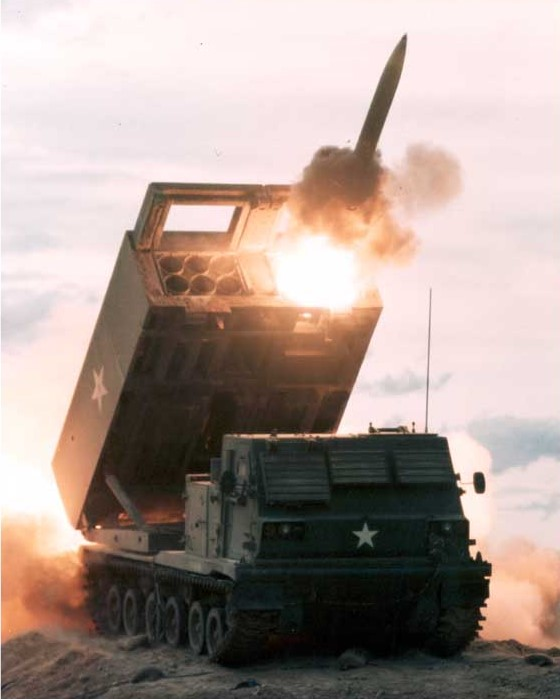
M270 MLRS

Raketové dělostřelectvo je dělostřelectvo vyzbrojené nosiči raket místo děl a minometů.
Do výzbroje raketového dělostřelectva patří raketomety a taktické balistické rakety.

## Výhody a nevýhody
Oproti klasickému dělostřelectvu raketové dělostřelectvo nevyniká přesností řízené palby. Také náklady na střelu a množství přepravené trhaviny hovoří v jeho neprospěch.
Raketové dělostřelectvo překonává klasické dělostřelectvo v pohyblivosti, v rychlosti střelby (raketomety) a v dostřelu (taktické balistické rakety).
Moderní naváděné projektily ale tyto nevýhody stírají.